# Eucereon steinbachi
Eucereon steinbachi là một loài bướm đêm thuộc phân họ Arctiinae, họ Erebidae.